# 寺田靖範
寺田 靖範（てらだ やすのり、1964年 - ）は日本の映画監督。愛知県豊橋市出身。

## 略歴
千葉県立柏高等学校を経て早稲田大学社会科学部卒業後、日本映画学校（現・日本映画大学）に入学。映画学校在学中にフィリピン人女性と結婚。その様子をドキュメンタリー映画として記録した卒業制作『妻はフィリピーナ』で第34回日本映画監督協会新人賞を受賞。株式会社おもしろ制作代表取締役。

## 主な作品

### 映画
- 『妻はフィリピーナ』（1994年）
- 『ファザーレス 父なき時代』（1999年）
- 『もっこす元気な愛』（2005年）